# Американский морской ангел
Американский морской ангел, или американская скватина (лат. Squatina dumeril) — вид рода плоскотелых акул одноимённого семейства отряда скватинообразных. Эти акулы встречаются в северо-западной части Атлантического океана на глубине до 1290 м. Максимальная зарегистрированная длина 152 см. У них уплощённые голова и тело, внешне они похожи на скатов, но в отличие от последних жабры скватин расположены по бокам туловища и рот находится в передней части рыла, а не на вентральной поверхности. Окраска зеленоватая, синевато-серая или красно-коричневая, по телу разбросаны многочисленные тёмные пятнышки. Эти акулы размножаются яйцеживорождением. Рацион американских скватин состоит в основном из небольших костистых рыб и кальмаров, они охотятся, поджидая добычу в засаде. Эти акулы в целом неопасны для человека, но, будучи потревоженными, могут нанести болезненные раны. Не представляют интереса для коммерческого рыбного промысла.

## Таксономия и филогенез
Впервые вид был научно описан в 1859 году французским натуралистом Шарлем Александром Лесюёром. Ранее он рассматривался как европейская скватина.Голотип представляет собой взрослого самца длиной 127,1 см, пойманного у побережья Нью-Йорка (40°00′ с. ш. 60°00′ з. д.). Вид назван в честь зоолога Андре-Мари Констана Дюмериля.
|  | Squatina dumeril     |
|  |                      |
|  | Squatina californica |
|  |                      |

|  | Squatina occulta    |
|  |                     |
|  | Squatina guggenheim |
|  |                     |

|  | Squatina dumeril     |
|  |                      |
|  | Squatina californica |
|  |                      |

|  | Squatina occulta    |
|  |                     |
|  | Squatina guggenheim |
|  |                     |

|  | Squatina dumeril     |
|  |                      |
|  | Squatina californica |
|  |                      |

|  | Squatina occulta    |
|  |                     |
|  | Squatina guggenheim |
|  |                     |

|  | Squatina dumeril     |
|  |                      |
|  | Squatina californica |
|  |                      |

|  | Squatina occulta    |
|  |                     |
|  | Squatina guggenheim |
|  |                     |

|  | Squatina dumeril     |
|  |                      |
|  | Squatina californica |
|  |                      |

|  | Squatina occulta    |
|  |                     |
|  | Squatina guggenheim |
|  |                     |

|  | Squatina dumeril     |
|  |                      |
|  | Squatina californica |
|  |                      |

|  | Squatina occulta    |
|  |                     |
|  | Squatina guggenheim |
|  |                     |

|  | Squatina dumeril     |
|  |                      |
|  | Squatina californica |
|  |                      |

|  | Squatina occulta    |
|  |                     |
|  | Squatina guggenheim |
|  |                     |

|  | Squatina dumeril     |
|  |                      |
|  | Squatina californica |
|  |                      |

|  | Squatina occulta    |
|  |                     |
|  | Squatina guggenheim |
|  |                     |

Филогенетические исследования на основании митохондриальной ДНК, опубликованные в 2010 году, показали, что американская скватина является близкородственным видом калифорнийским скватинам, обитающим в восточной части Тихого океана. Совместно они образуют кладу с другими скватинами, обитающими у побережья обоих Америк. Методом молекулярных часов установлено, что между американской и калифорнийской скватиной существует расхождение в 6,1 миллионов лет, именно в этот период сформировался Панамский перешеек. Вероятно, этот фактор обусловил раздел популяции предков современных скватин, что привело к образованию двух отдельных родов.

## Ареал
Американские скватины обитают в северо-западной части Атлантического океана от Массачусетса до Флорида-Кис, где они более всего распространены, а также у берегов Кубы, Ямайки, Никарагуа и Венесуэлы. Южная граница ареала остается неясной из-за вероятного присутствия в этих водах других видов скватин. Эти донные рыбы предпочитают держаться на мягком и песчаном грунте континентального шельфа и материкового склона.
У восточного побережья США они совершают сезонные миграции, проводя лето на мелководье глубиной не более 35 м, иногда не более 1 м. Осенью они встречаются в прибрежных водах на глубине до 90 м. Зимой и ранней весной они держатся на внешнем крае континентального шельфа на больших глубинах. Некоторые особи попадаются в 140 км от берега на глубине до 1290 м.

## Описание
У американских скватин характерное для скватинообразных уплощённое тело и крыловидные грудные плавники. В отличие от скатов, на которых скватины внешне похожи, пять пар жаберных щелей у них расположены по бокам головы, а не на вентральной поверхности, а передние выступающие концы грудных плавников не скреплены с головой. Глаза расположены на дорсальной поверхности головы. Позади крупных глаз имеются брызгальца. По обе сторону голову обрамляют складки кожи, лишённые треугольных лопастей. Широкий рот расположен на кончике рыла. Ноздри обрамлены парой конических усиков со слегка бахромчатыми краями. Расстояние от глаза до брызгальца менее чем в 1,5 раза превышает диаметр глаза. Основание первого спинного плавника расположено перед свободным кончиком брюшных плавников. На рыле и над глазами имеются крупные шипы. Окраска коричневатого цвета с немногочисленными тусклыми пятнами. На верхней и нижней челюсти имеются по 10 и 9 зубных рядов с каждой стороны от симфиза, лишённого зубов, соответственно.
Грудные и брюшные плавники широкие и угловатые. Передние края грудных плавников не соединены с головой и образуют треугольные выступы. Два спинных плавника схожи по размеру и форме, они сдвинуты назад, анальный плавник отсутствует. Нижняя лопасть хвостового плавника крупнее верхней. Тело покрыто плакоидными чешуями с закруглёнными основаниями. Вдоль позвоночника от затылка до хвостового стебля тянется ряд небольших шипов. Кроме того, шипы имеются на рыле и над глазами. Окраска зеленоватая, синевато-серая или красно-коричневая, по телу разбросаны многочисленные тёмные пятна. У взрослых акул крупные отметины окружены крошечными точками, а у молодых — парой «глазков». Вентральная поверхность ровного бледного цвета.
Максимальная зарегистрированная длина 152 см, а вес 16 кг.

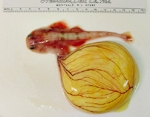
Эмбрион американской скватины с внешним желточным мешком.

## Биология
Американские скватины охотятся из засады, проводя большую часть времени зарывшись в донные осадки. Их рацион состоит в основном из костистых рыб, таких как горбылёвые, барабулевые и строматеевые. Некоторые придонные рыбы, например каранксы, слишком активны, чтобы стать добычей скватин. Вторым по значимости источником пищи, особенно молодых акул, служат кальмары. Изредка американские скватины охотятся на крабов, креветок, скатов и двустворчатых моллюсков. Они активны как днём так и ночью. Эти акулы предпочитают добычу, чья длина составляет 50—60 % ширины их пасти. Размер добычи соответствует теории оптимального фуражирования и обеспечивает наиболее эффективное восполнение энергетических затрат. Рацион скватин более разнообразен осенью и однороден зимой. Молодые акулы питаются более разнообразно по сравнению с взрослыми. В северной части Мексиканского залива главным источником пищи служат атлантический горбыль, Stenotomus caprinus, спот, помпан Peprilus burti, золотистая барабуля, козобородка Upeneus parvus и кальмар Longfin inshore squid. Относительная значимость зависит от сезона (например, кальмары зимой), когда тот или иной вид наиболее доступен. На американских скватинах паразитируют веслоногие рачки Eudactylina spinula .

### Жизненный цикл
Подобно прочим скватинам американские скватины размножаются яйцеживорождением, у них двухгодичный цикл репродукции. У самок имеется один функциональный яичник, расположенный справа, и два функциональных яйцевода. Спаривание происходит весной; у половозрелых самцов на внешнем крае грудных плавников имеются шипы, которыми они удерживают самку во время копуляции. В помёте бывает до 25 новорожденных длиной 25—30 см. Связи между размером самки и численностью помёта не наблюдается. Беременность длится около 12 месяцев. Роды происходят между февралём и июнем на глубине 20—30 м. Самцы и самки достигают половой зрелости при длине 93 и 86 см соответственно. Для акул не характерно, что самки созревают при меньшей длине по сравнению с самцами.

## Взаимодействие с человеком
В целом американские скватины не представляют опасности для человека, но будучи потревоженными или при поимке они способны наносить молниеносные укусы, чреватые серьезными травмами. Вид не представляет интереса для коммерческого рыбного промысла. Иногда американские скватины попадаются при ловле других рыб. Мясо употребляют в пищу, но на рынок оно попадает редко. Данных для оценки Международным союзом охраны природы статуса сохранности вида недостаточно.